# Phronima
Phronima is een geslacht van vlokreeften uit de familie van de Phronimidae.

## Soorten
- Phronima atlantica Guerin-Meneville, 1836
- Phronima bowmani Shih, 1991
- Phronima bucephala Giles, 1887
- Phronima colletti Bovallius, 1887
- Phronima curvipes Vosseler, 1901
- Phronima dunbari Shih, 1991
- Phronima pacifica Streets, 1887
- Phronima sedentaria (Forsskål, 1775)
- Phronima solitaria Guérin-Méneville, 1836
- Phronima stebbingi Vosseler, 1901